# José Olivares Larrondo
Pour les articles homonymes, voir Olivares et Larrondo.
 (novembre 2018).
José Olivares Larrondo, également appelé Tellagorri, né le 22 août 1892 à Algorta (Getxo,  Espagne) et mort le 14 juillet 1960 à Buenos Aires (Argentine), est un écrivain et journaliste basque.

## Biographie
Homme politique de l'Acción Nacionalista Vasca, il s'exile à Bayonne pendant la guerre civile espagnole (1936-1939).
En 1940, il s'enfuit en Argentine, où il fait campagne pour la cause basque, et où il écrit pour des revues telles que Diario Crítica (es), Noticias Gráficas (es) et A Nosa Terra (es), entre autres.
Dans sa jeunesse, Larrondo était également un attaquant du club de football espagnol de l'Arenas Club de Getxo.
Larrondo est le grand-père de Maria Bettina Cogliatti.

## Publications (sélection)
- José Olivares Larrondo, París abandonada, La Habana, La Verónica, 1942 (OCLC 48310246)
- José Olivares Larrondo, Las horas Joviales, Buenos Aires, 1950 (ISBN 9788485288434)
- José Olivares Larrondo, Antón Sukalde, San Sebastián, Ediciones Vascas, 1978 (ISBN 9788485288205)
- José Olivares Larrondo, Los gudaris de Gartxot.
- José Olivares Larrondo, Martiñene.
- José Olivares Larrondo, Txibeltza.